# Kepler-68b
Kepler-68c es un planeta de tamaño Tierra orbitando a la estrella similar al Sol Kepler 68 en la constelación de Cygnus. Fue descubierto por el método de tránsito planetario por el Telescopio Espacial Kepler de la NASA el 12 de febrero de 2013. Tiene un radio de 2,31 ± 0,07 radios de la Tierra y una densidad de 2.46–4.3 g/cm³. Tiene un período orbital de 5.398763 días y orbita a una distancia de 0,0617 UA de su estrella. Se realizaron medidas de espectroscopia Doppler para determinar su masa en 5,79 veces la de la Tierra (0,026  MJ).
Con una densidad de 2,6 g/cm³ tiene características físicas tanto de una Supertierra como de un Minineptuno.